# لي (نيوهامشير)
لي (بالإنجليزية: Lee, New Hampshire)‏ هي بلدة أمريكية تقع في الولايات المتحدة في مقاطعة سترافورد. يقدر عدد سكانها بـ 4,330 نسمة ومساحتها 52.2 كم2 وترتفع عن سطح البحر 58 متر.